# Художньо-промисловий музей Давіа Борджеліні
Художньо-промисловий музей Давіа Борджеліні або Палаццо деі Джиганті ( італ. Museo civico d'arte industriale Davia Bargellini, також Il palazzo dei giganti) — музей в історичному палаці Давіа Борджеліні,  розташований в місті Болонья.

## Бароковий палац Давіа Борджеліні
Ініціатором побудови палацу був багатій Камілло Баргас. Проект палацу створив болонський архітектор Баотоломео Провалья, реалізував проект архітектор-практик Антоніо Урі. Роботи розпочали 1638 року. На будівництво витратили двадцять (20) років, враховуючи низькі будівельні технології 17 століття.
Палац вибудований з червоної цегли. Вікна прикрашені лиштвою з рустом та трикутними фронтонами, відомими з доби маньєризму і раннього бароко 16 ст. Головний вхід в палац створений окремо і прикрашений двома фігурами атлантів ( або «гігантів», як їх називають в Болоньї).  Фігури атлантів виконав скульптор Габріеле Брунеллі, учень римського скульптора Алессандро Альгарді (1598-1654). Помічником Габріеле Брунеллі був його учень Франческо Аньєзіні. Був використаний місцевий пісковик мазеньє, видобутий з болонських Альп. 
Барокові палаци Італії мають розвинену клітку з парадними сходами. Парадні сходи на другий поверх має і палац Давіа Борджеліні, стіни додатково прикрашені ліпленим декором. Парадні сходи були перебудовані двома архітекторами (Карло Франческо Дотті та Альфонсо Торіджані). Вдруге це було зроблене 1730 року з ініціативи володаря палацу Вінченцо Баргаса. 
1939 року перейшов до майна другої багатої родини Давіа, котра володіла палацом до 1874 року.

## Фонди і експозиції музею

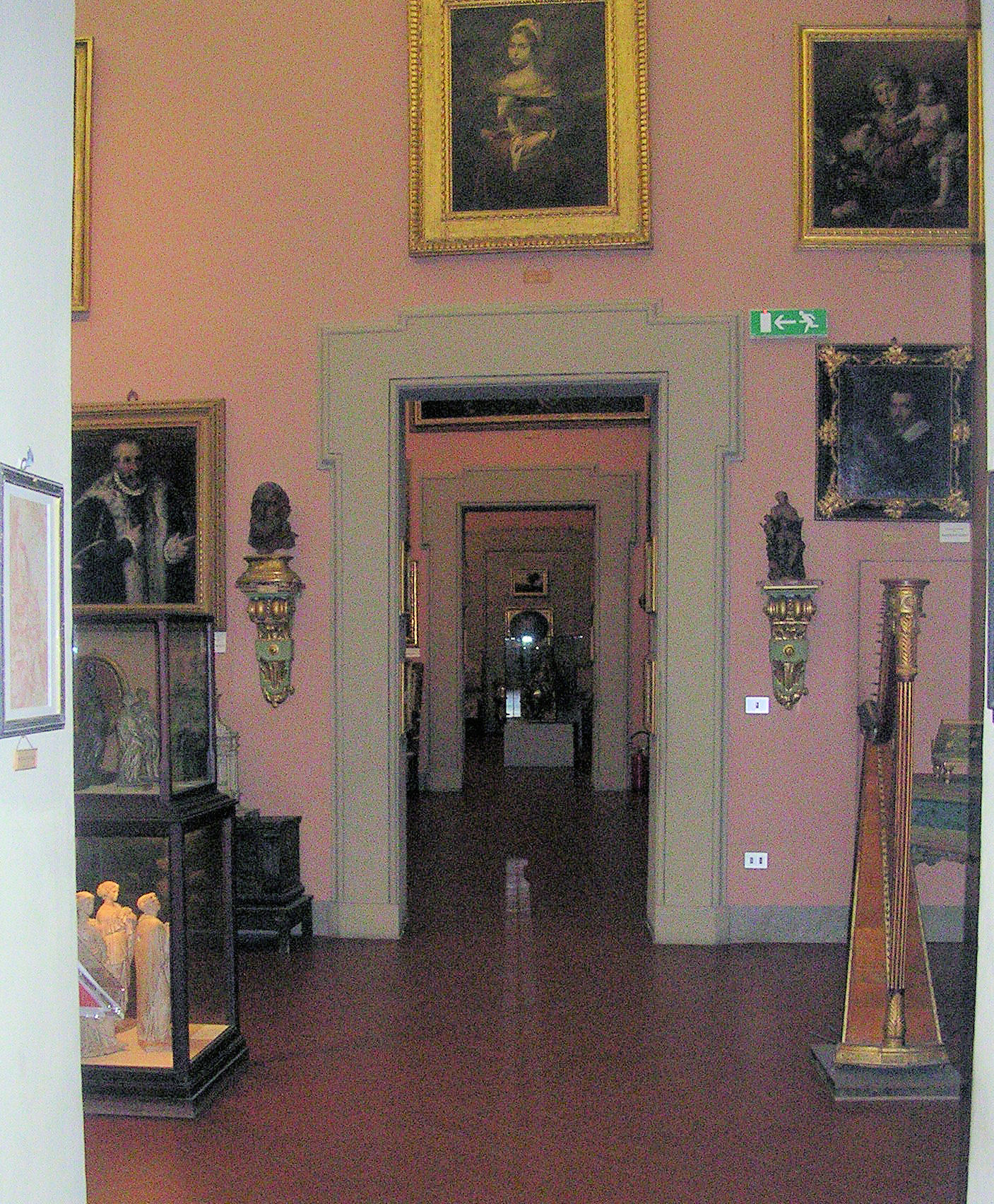
Зала музею Давіа Борджеліні

Музей має особливий формат, притаманний музеям первісного етапу капіталізму, коли було засновано низку музеїв художньо-промислового характеру. В фонди музеїв цього формату передавали як мистецькі твори ( перш за все живопис і портрети ), так і твори декоративно-ужиткового характеру місцевого та іноземного походження : меблі, порцеляну і кераміку, художнє скло,  вироби ткацтва (килими і коштовні тканини ), кабінетну бронзу, дзеркала тощо. Низку цих артефактів має і музей Давіа Борджеліні. 
Серед експозиції - сім залів палацу, де репрезентовані історичні інтер'єри багатих помешкань заможних болонських родин.  Серед рідкісних експонатів музею - живопис, історичні меблі, порцеляна, одяг і коштовні зразки історичного текстилю, музичні інструменти, вироби кованого заліза, колекція театральних ляльок. В експозиції переважає не живопис, а саме декоративно-ужиткове мистецтво.

## Вибрані фото

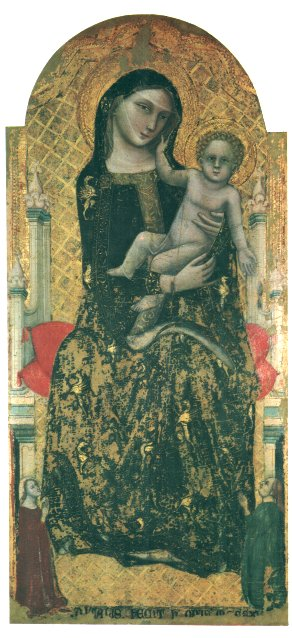
Вітале да Болонья (початок 14 століття), «Мадонна з немовлям»,
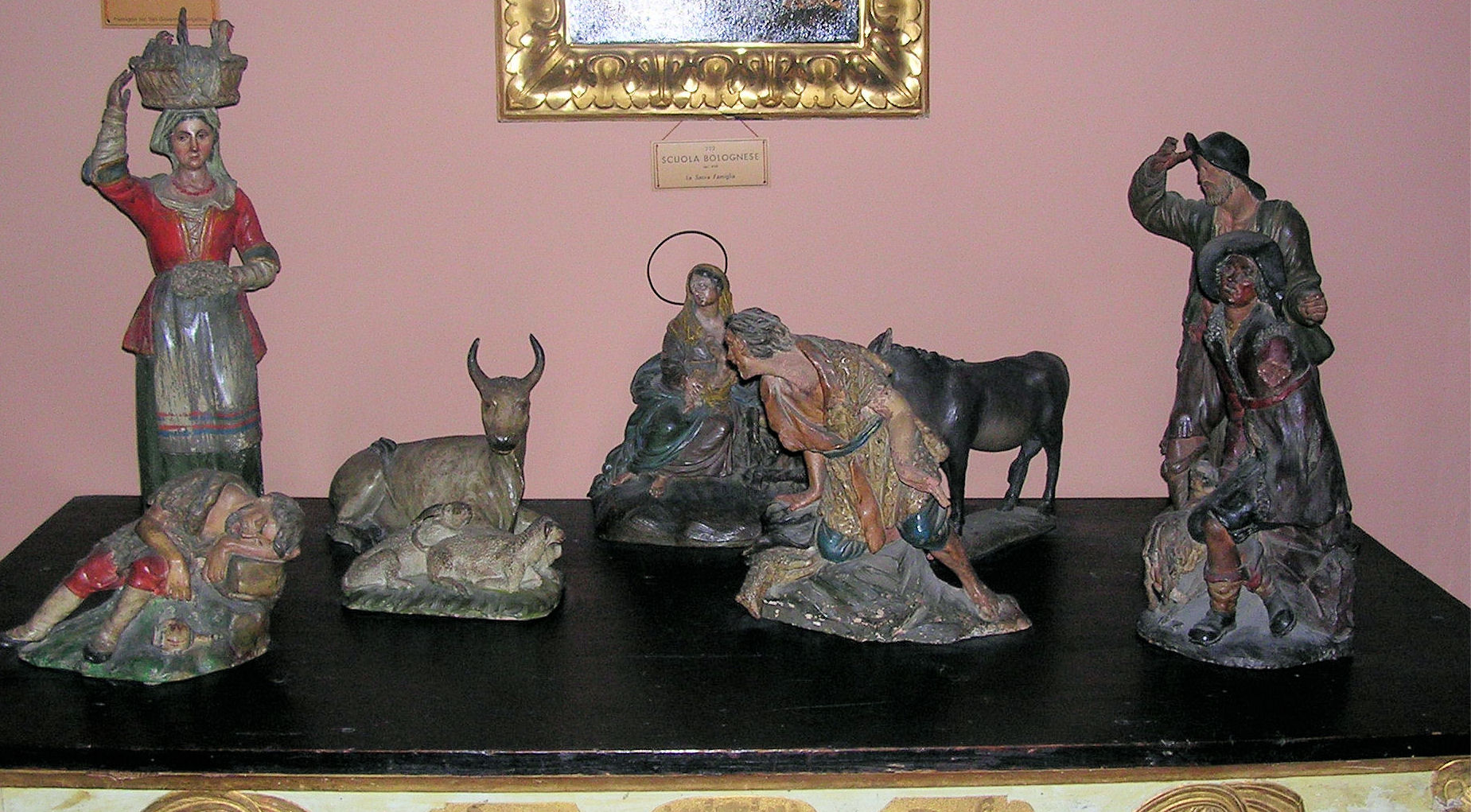
Колекція театральних ляльок для вертепу.